# Mesocyclops evadomingoi
Mesocyclops evadomingoi is een eenoogkreeftjessoort uit de familie van de Cyclopidae. De wetenschappelijke naam van de soort is voor het eerst geldig gepubliceerd in 2001 door Gutierrez-Aguirre & Suarez Morales.